# Polyommatus icarus
Polyommatus icarus là một loài bướm ngày trong họ Lycaenidae, phân bố rộng khắp ở phần lớn Cổ Bắc giới. Gần đây, Polyommatus icarus đã được phát hiện ở Mirabel, Quebec, Canada bởi Ara Sarafian, một nhà nghiên cứu côn trùng học. Theo Hiệp hội sưu tập côn trùng quốc gia Canada thì đây là P. icarus, một loài bướm lạ đối với Canada và Bắc Mỹ.
Ấu trùng ăn Leguminosae. Các loài cây thực phẩm được ghi nhận là Lathyrus spp., Vicia spp., Vicia cracca, Oxytropis campestris, Lotus corniculatus, Trifolium pratense, Oxytropis pyrenaica, Astragalus aristatus, Astragalus onobrychis, Astragalus pinetorum, Medicago romanica, Medicago falcata và Trifolium repens.

## Phân loài
- P. i. mariscolore (Kane, 1893) Ireland
- P. i. fuchsi (Sheljuzhko, 1928) South Siberia, Transbaikalia
- P. i. omelkoi Dubatolov & Korshunov, 1995 Amur, Ussuri
- P. i. ammosovi (Kurenzov, 1970) Central Yakutia, Far East, Kamchatka
- P. i. fugitiva (Butler, 1881) Pakistan
- P. i. napaea (Grum-Grshimailo, 1891) Tian-Shan,

## Hình ảnh

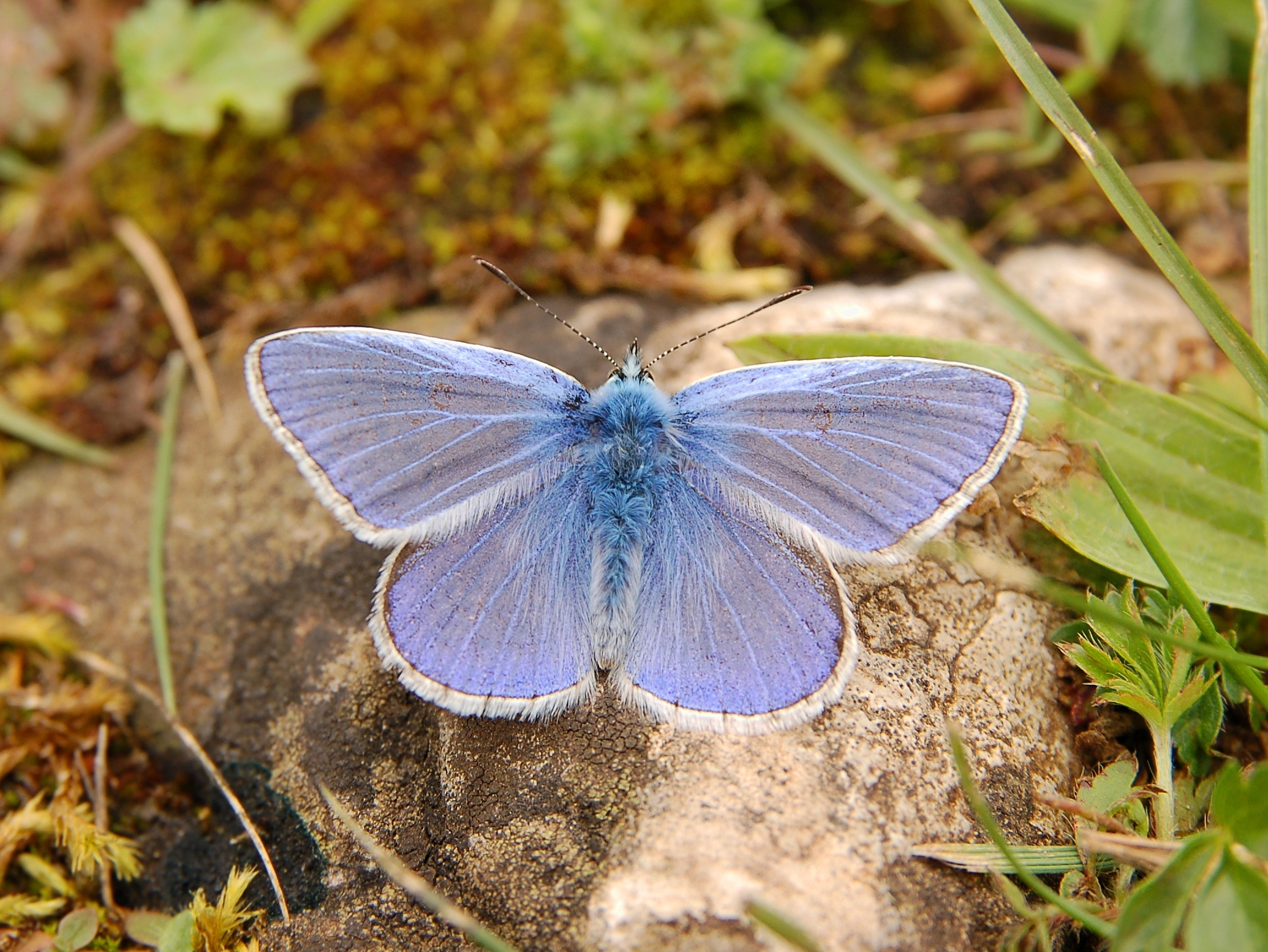
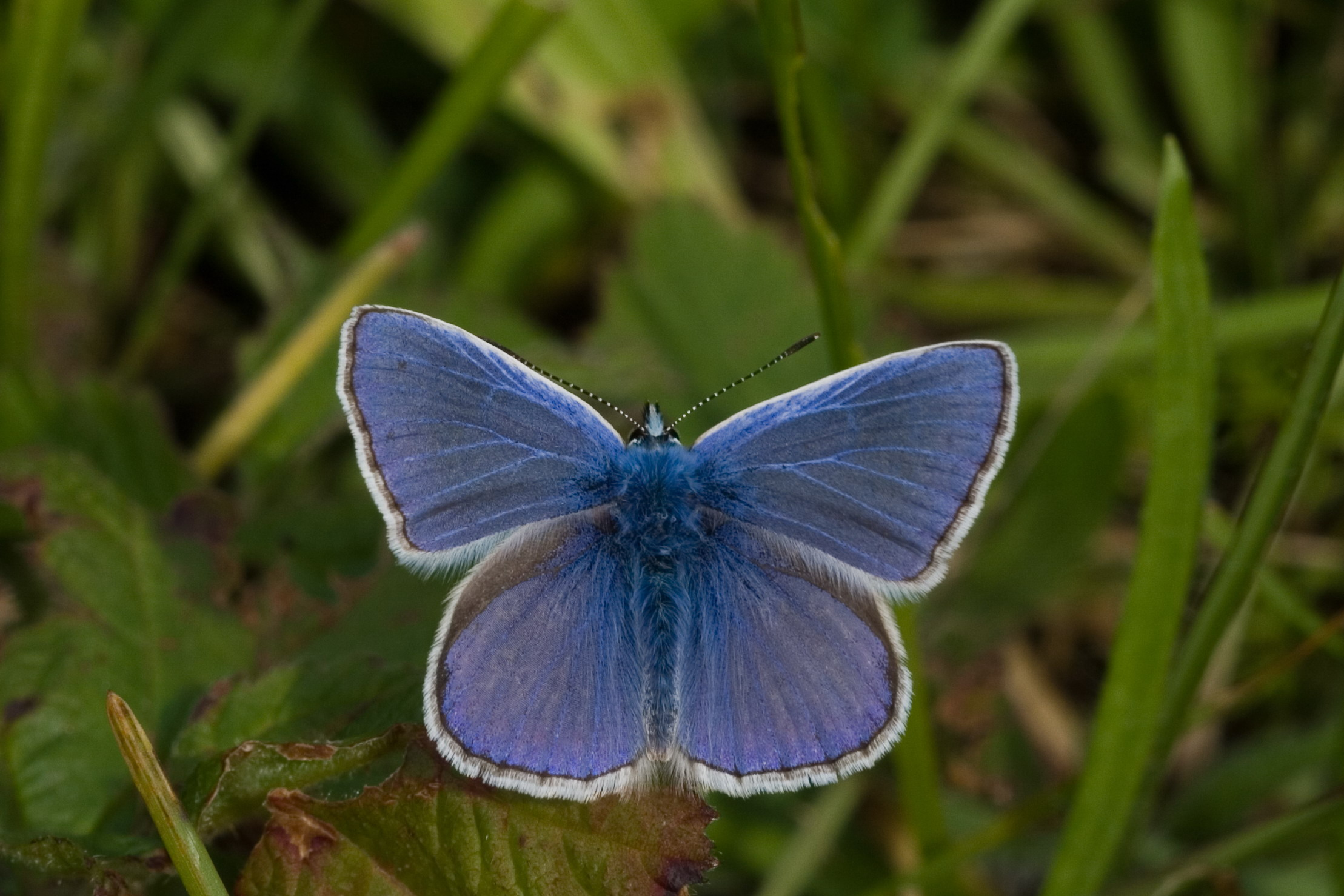
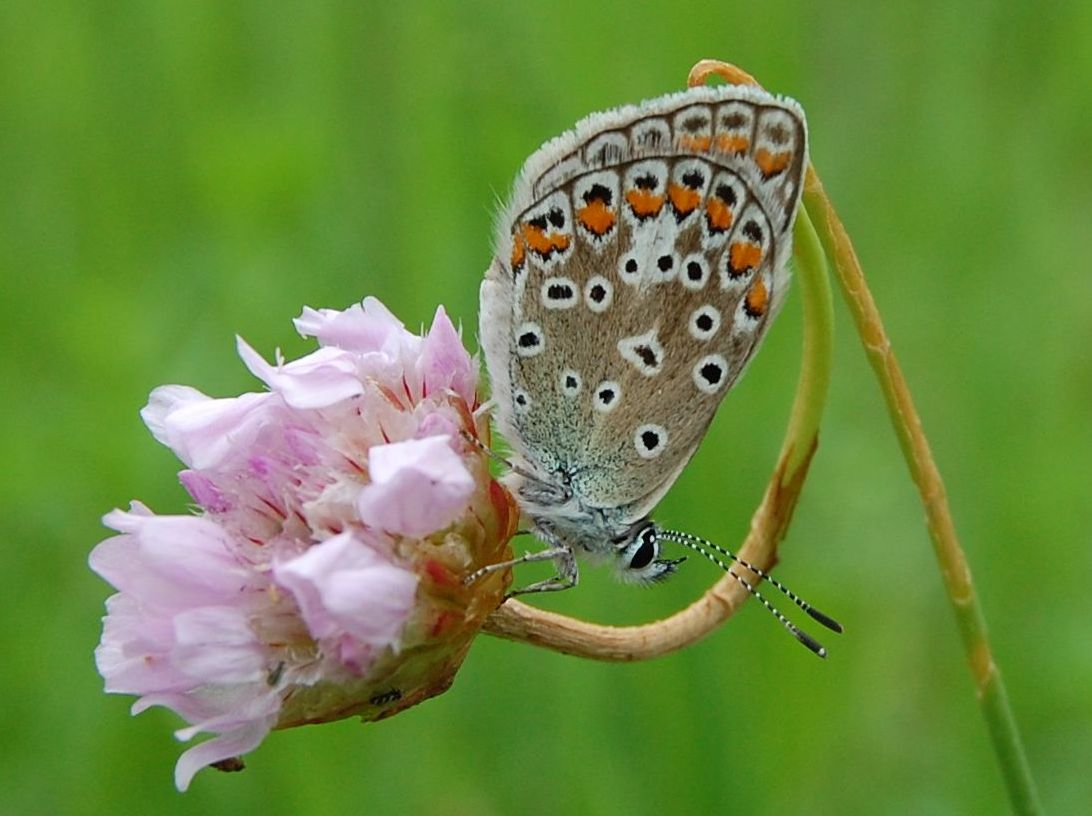
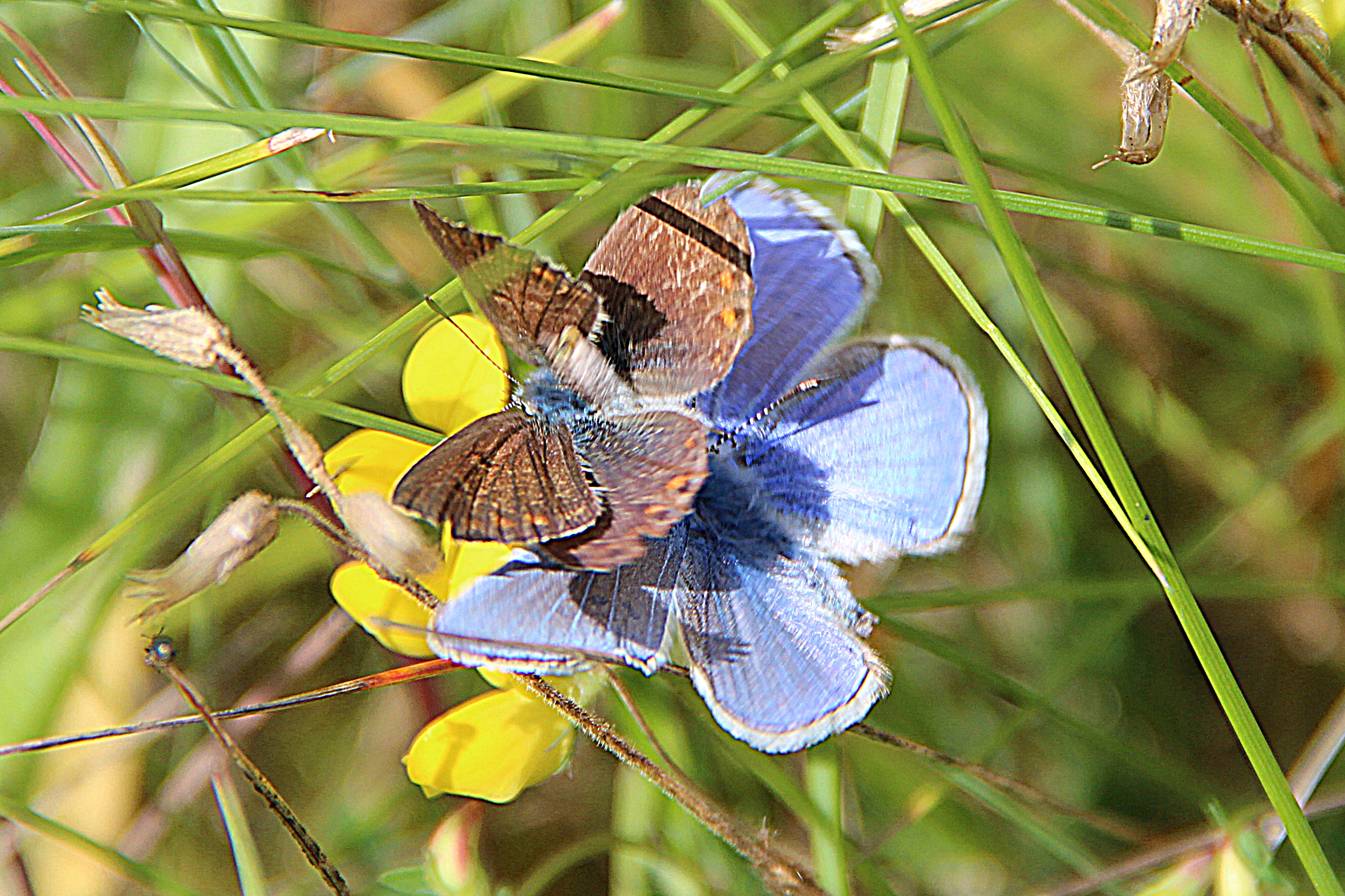